# Carl Oscar Dusén
Carl Oscar Dusén, född 4 oktober 1813 i Hässleby socken, död 23 november 1891 i Vinnerstads socken, han var en svensk kyrkoherde i Vinnerstads församling och kontraktsprost i Aska kontrakt.

## Biografi
Carl Oscar Dusén föddes 4 oktober 1813 i Hässleby socken. Han var son till kyrkoherden i Rumskulla socken. Dusén blev vårterminen 1834 student vid Uppsala universitet, Uppsala och blev 1841 filosofie kandidat. Han blev 14 juni 1842 magister och 24 april 1850 kollega i Vimmerby, tillträde direkt. Dusén blev 16 mars 1860 rektor i Vimmerby, tillträde samma år och prästvigdes 14 maj 1837. Han tog pastoralexamen 21 augusti 1850 och blev 5 mars 1875 kyrkoherde (extra sökande) i Vinnerstads församling, Vinnerstads pastorat, tillträde 1876. Dusén var från 21 april 1880 till 27 april 1889 kontraktsprost i Aska kontrakt. Han avled 23 november 1891 i Vinnerstads socken.

### Familj
Dusén gifte sig 27 augusti 1854 med Amanda Ulrica Strömberg (1828–1906). Hon var dotter till landssekreteraren Carl Adolf Strömberg och Ulrica Maria Högvall i Vänersborg. De fick tillsammans barnen botanisten Per Dusén (1855–1926), handelskontoristen Philip Dusén (1857–1882) i Stockholm, sjuksköterskan Maria Amalia Dusén (född 1860) i Norrköping, affärsmannen Johan Oskar Martin Dusén (född 1862)i Norrköping och Sigrid Ida Helena Dusén (1867–1867).